# Eye Castle
Eye Castle er ruinen af en motte and bailey-fæstning med en prominent victoriansk tilføjelse i byen Eye, Suffolk, England. Den blev opført kort efter den normanniske erobring af England i 1066. Den blev plyndret og ødelagt i 1265. Sir Edward Kerrison opførte et stenhus på motten i 1844; dette hus forfaldt senere og er blevet kendt som Kerrison's Folly.
Det er en listed building af første grad.